# Молнии Кататумбо

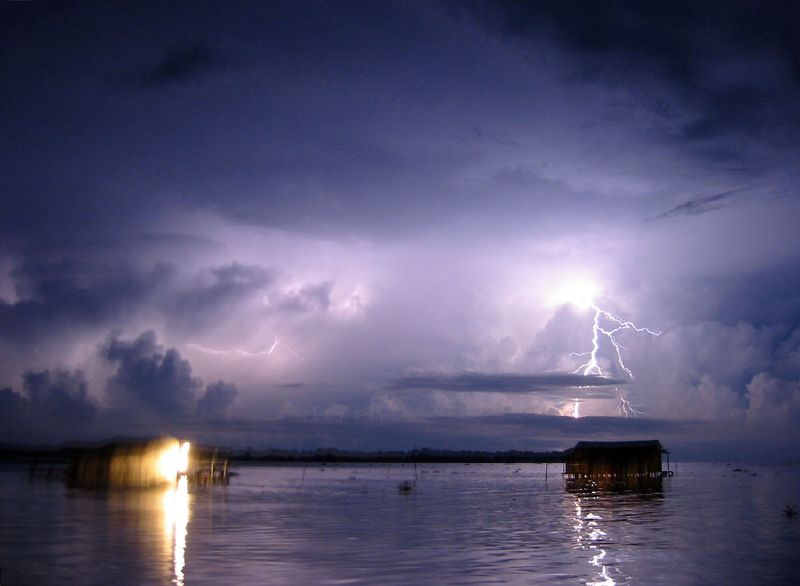
Молнии Кататумбо ночью

Мо́лнии Катату́мбо (исп. Relámpago del Catatumbo) — природное явление, возникающее над местом впадения реки Кататумбо в озеро Маракайбо (Венесуэла). Феномен выражается в возникновении множества молний непрерывно в течение длительного времени, в основном ночью и с сильной вариацией в зависимости от времени года (максимумы приходятся на май и октябрь). Вероятность удара молнии в этом районе — наивысшая в мире: 250 молний на квадратный километр в год. Количество грозовых дней в году варьируется от 70 до 200. На пике активности, который приходится на время от 19 до 4 часов, наблюдается до 28 молний в минуту.
Молнии видно с расстояния до 400 км, что породило миф о существовании молний без грома. По причине хорошей видимости этих молний с большого расстояния их даже использовали для навигации, из-за чего явление также известно под названием «Маяк Маракайбо».
Считается, что молнии Кататумбо являются крупнейшим одиночным генератором тропосферного озона на Земле. Ветры, приходящие со стороны Анд, вызывают грозы. Метан, которым богата атмосфера этих заболоченных мест, поднимается к облакам, подпитывая разряды молний.

## В культуре
Молнии Кататумбо играют важную роль в поэме Лопе де Вега «Песнь о Драконе» (La Dragontea, 1598): их яркий свет препятствует атаке Фрэнсиса Дрейка на Маракайбо.
Они также упоминаются в телесериале «Затерянные в космосе» (2-й сезон, 1-я серия), но с изменением информации в интересах сюжетной линии.
Феномен упоминается в сериале «Библиотекари» (4 сезон 1 серия).